# 南小島不法占拠事件

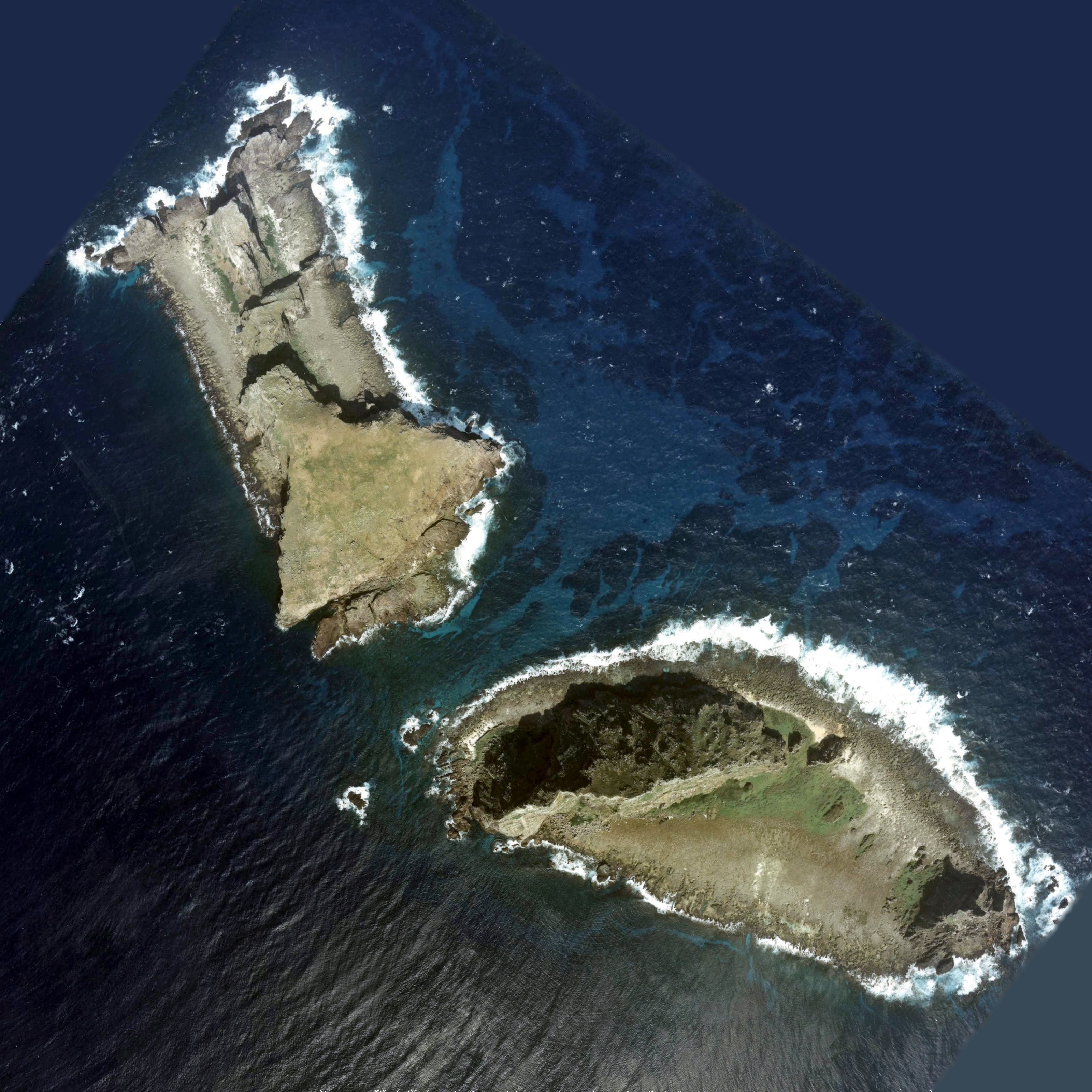
北小島と南小島の航空写真、下側が南小島

尖閣諸島

南小島不法占拠事件（みなみこじまふほうせんきょじけん）とは、1968年に台湾人が尖閣諸島に属す南小島を占拠した事件である。なお、記事では当時の慣習に従い台湾政府のことを中華民国と呼称する。また当時は尖閣諸島問題は存在していなかった。

## 事件の背景
尖閣諸島は沖縄県を占領していたアメリカ合衆国の手により、日本の主権から分離された地域に含まれており、尖閣諸島近海はアメリカ合衆国海軍の爆撃演習海域に指定されており、大正島と久場島が含まれていた。なお尖閣諸島のうち大正島は国有地とされていたが、久場島と南小島など4島は那覇市在住の古賀善次が所有しており、琉球列島米国民政府は琉球政府を代理人として久場島の賃貸借契約を締結し、賃借料を支払っていた。また琉球政府は古賀に対し所有する4島の固定資産税を徴収するとともに、久場島の軍用地使用収入に対する源泉徴収を行っていた。
なお、尖閣諸島は戦後無人島になっていたことから自然が残されていた。しかし1968年に行われた環境調査によれば1963年に行われた調査と比較して鳥類の生息数が激減していた。これは中華民国政府が統治していた台湾の漁民が無断で乱獲しており、大量の卵を島から持ち出していたためであった。また周辺海域では沖縄の八重山諸島の漁民と台湾の漁民が対立していた。台湾漁民のなかには八重山の漁民を恐喝したり、八重山に上陸して窃盗する者や、タクシーに乗車しても代金を踏み倒す者もいるなど不法行為に走るものさえいた。これらは1968年当時に地元で問題になっており、琉球政府に対し八重山諸島の漁民が対応を求めていたが、琉球政府をコントロールしていたアメリカ合衆国政府は中華民国の蔣介石政権を大陸の中華人民共和国に対する「反共の砦」とみなしており、米華関係を重視する政策を取っており実行力のある干渉を行わなかった。
この状況に対し、1968年7月18日の朝日新聞の夕刊記事（記事の執筆者は当時那覇支局勤務だった筑紫哲也）によれば、尖閣諸島と八重山諸島に対する台湾漁民のこれら傍若無人ぶりが問題になっており、地元では台湾人による領土占拠の既成事実を、このまま放置すれば第二の竹島になる危惧を指摘する声もあったと伝えていたが、当時は中華人民共和国と中華民国双方から尖閣諸島に対する領有権主張は公式にはなかった。

## 事件の概略

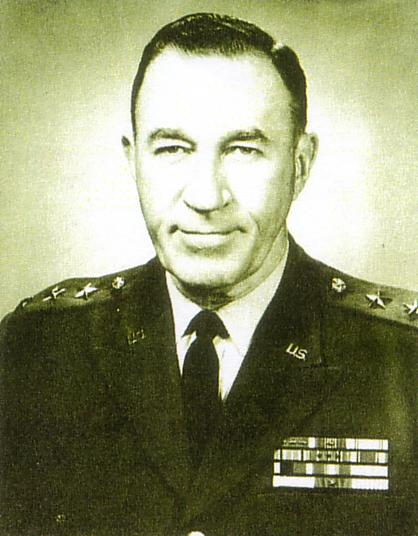
事件当時の琉球列島高等弁務官フェルディナンド・トーマス・アンガーアメリカ陸軍中将

南小島には、1966年に発生した海難事故により座礁沈没していたパナマ船籍の10000トンの船舶が放置されていた。1968年8月12日に付近海域をパトロールしていた琉球政府法務局出入管理官が南小島で沈没船の解体作業を行っている作業員を発見した。この作業員は前述の環境調査団も確認していた。彼らは60人おり取調べで作業員は中華民国交通部の解体免許を持つサルベージ業者の興南工程所が雇っており、作業のために業者はテント小屋や機械類を用意していたが、琉球域内に入域するために必要な入域許可証などの許可を受けていないことが判明した。
出入管理官は直ちに作業員達を不法入域者として退去命令を出し、必要とあれば入域手続きを取るように指導した。作業員は一旦退去し8月30日に再度南小島に上陸し作業を続けたが、この時は琉球列島高等弁務官の許可を取っており、入域許可年月日は1968年8月1日から10月31日までと遡及して適用された。そのため不法占拠していたことについては不問とはなったが、琉球政府に許可を改めて取ったことになった。また翌年4月にもサルベージ会社は入島したが、この時も琉球政府の許可を取っていたうえに、中華民国軍の出国許可証を取得していた。

## 事件のその後
以上の経緯から、1968年当時には中国側は尖閣諸島に対する領有権を主張しておらず、また琉球政府によるものとはいえ退去命令という主権行使に対し抗議を行っていなかった。このことに対し蔣介石政権が尖閣諸島に対する領有権を主張した後の1971年4月20日に、中華民国外交部の報道官は「アメリカによる軍事占領は、共同防衛区域の安全からみて必要な措置であった」と弁明した。また中華人民共和国の北京放送は1971年12月30日に「日本は（尖閣諸島を）台湾と一緒に中国へ返還せずにアメリカの占領に委ねた」という趣旨を主張した。
21世紀初頭現在、中国側からは尖閣諸島が中国固有の領土であり返還されるべきであったと主張されているが、領有権主張は1970年代以降に行われた事実については触れられることはなく、少なくとも当該事件が発生した1968年当時は中国側は尖閣諸島は日本側に領有権があるとの認識があったといえる。